# Pfarrkirche Litzelsdorf

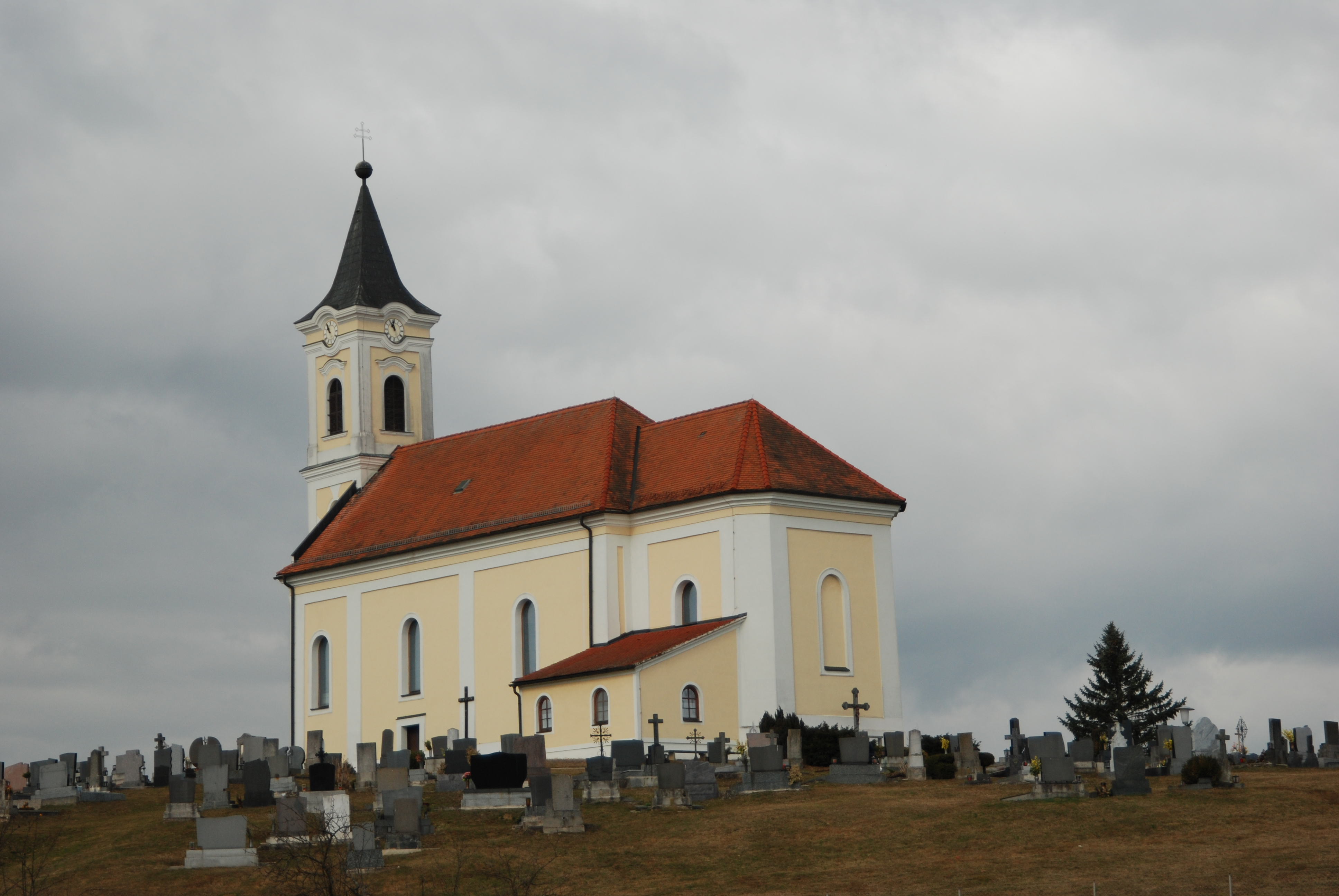
Katholische Pfarrkirche hl. Leonhard in Litzelsdorf

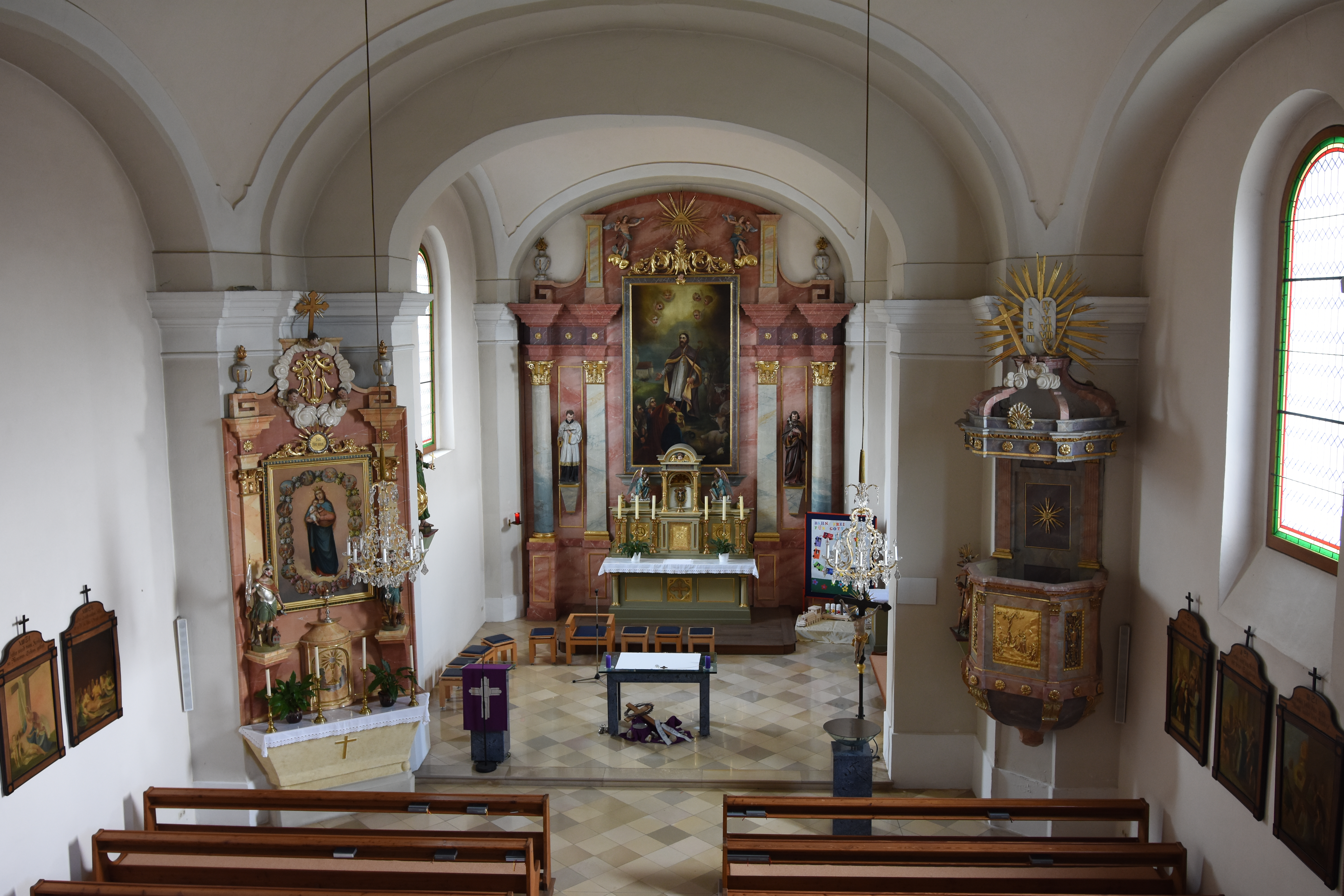
Die Innenansicht der Kirche

Die römisch-katholische Pfarrkirche Litzelsdorf steht in der Gemeinde Litzelsdorf im Bezirk Oberwart im Burgenland. Sie ist dem heiligen Leonhard gewidmet und gehört zum Seelsorgeraum Maria Helferin/Oberes Stremtal im Dekanat Güssing in der Diözese Eisenstadt. Das Bauwerk steht unter Denkmalschutz (Listeneintrag).

## Lagebeschreibung
Die Kirche steht weithin sichtbar auf einem Hügel hoch über dem Stremtal im Zentrum des Ortsverbandes von Litzelsdorf.

## Geschichte
Die Pfarre wurde 1789 gegründet. Der heutige Kirchenbau stammt aus dem Jahr 1823. 1955 erfolgte eine Außenrestaurierung, 1973 wurde sie innen restauriert.

## Kirchenbau
Kirchenäußeres
Bei der Kirche handelt es sich um eine große einschiffige Kirche mit eingezogenem quadratischem Chor. Dem Langhaus ist ein dreigeschoßiger Westturm mit Spitzhelm und Stuckdekor vorgesetzt.
Kircheninneres
Das Langhaus besteht aus zwei fast quadratischen Schiffsjochen sowie einem Emporenjoch. Diese liegen unter einem breiten Querplatzlgewölbe zwischen Gurtebögen die auf Pilastern ruhen. Die Empore wurde 1955 vergrößert. Der Triumphbogen ist korbbogig. Im Chorraum ist quadratisches Platzlgewölbe.

## Ausstattung
Der Hochaltar stammt aus der Bauzeit. Er besteht aus einem architektonischen Rahmen an der Apsiswand, Pilastern und Säulen. Das Altarbild ist ein Ölbild das den heiligen Leonhard. Der Seitenaltar besteht aus einer Mensa aus dem 18. Jahrhundert. Der Aufbau stammt aus der Mitte des 19. Jahrhunderts. Das Altarbild, ein Ölbild, zeigt den heiligen Patrizius. Das Bild wird von zwei Schnitzfiguren flankiert, die den heiligen Florian und Rochus darstellen. Die Figuren stammen aus der zweiten Hälfte des 18. Jahrhunderts. Die Statue der Maria Immaculata stammt aus der ersten Hälfte des 18. Jahrhunderts. Die originale Fassung ist abgebeizt. Die Kanzel stammt aus der Mitte des 19. Jahrhunderts. Der Taufstein mit plastischer Täufergruppe stammt aus der Mitte des 19. Jahrhunderts. Die Statue des heiligen Judas Thaddäus steht am Triumphbogenpfeiler und wurde in der zweiten Hälfte des 18. Jahrhunderts geschaffen. Die vierzehn Kreuzwegstationen sind Ölbilder, die um 1764 entstanden.

## Orgel
Die Orgel mit 12 Registern stammt von Wilhelm Josef Schafranek aus dem Jahr 1830.

## Glocke
Die Glocke wurde 1842 von Johann Felt aus Graz gegossen.